# Lithophane petulca
Lithophane petulca là một loài bướm đêm trong họ Noctuidae.